# Onthophagus ulugombakensis
Onthophagus ulugombakensis es una especie de insecto del género Onthophagus, familia Scarabaeidae, orden Coleoptera.
Fue descrita científicamente por Ochi, Kon & Masumoto en 2014.